# Nora (Sardenya)
Al cap de Pula, a 32 km de Càller, la capital de Sardenya, hi ha les restes d'una de les ciutats històriques més importants de l'illa, Nora.
Segons la llegenda, Nora fou fundada per un grup procedent de Tartessos encapçalats per Nòrax, un heroi mitològic fill d'Eritea i el déu Hermes. Es creu que és la primera ciutat fundada a Sardenya amb assentaments dels sherden o els nurag. Els fenicis colonitzaren la zona al s. VIII aC. Al s. VI ae passà a ser cartaginesa, i era la població més gran de l'illa. Sota els romans continuà sent important, al 238 ae. Nora arribà a ser la capital de la província romana de Sardinia.
Hui gran part n'apareix submergida sota les aigües. Entre les ruïnes púniques n'hi ha el temple de Tanit, dea de la fertilitat. Els vestigis romans hi són majoria: mosaics, vil·les nobiliàries, les ruïnes de les termes i els temples. El petit teatre que s'hi conserva serveix encara per a representacions.

## Galeria d'imatges

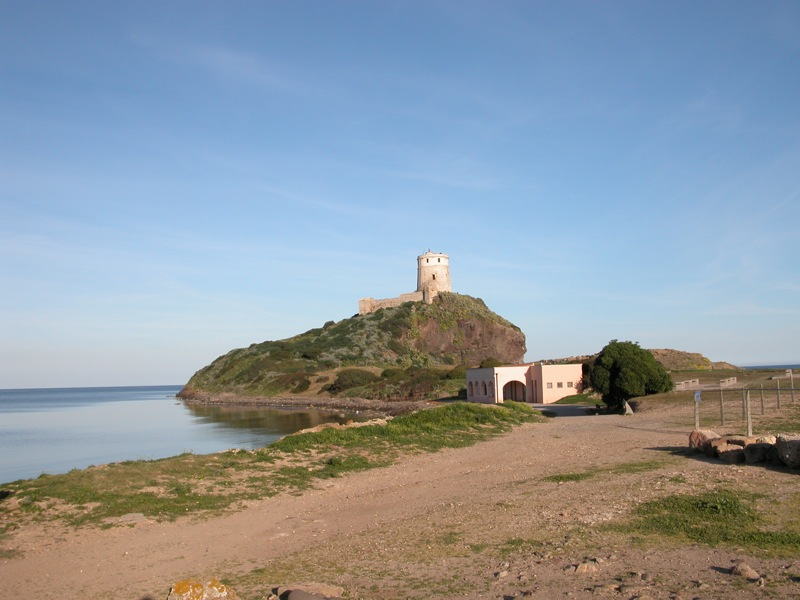
Vista de la mar des de Nora
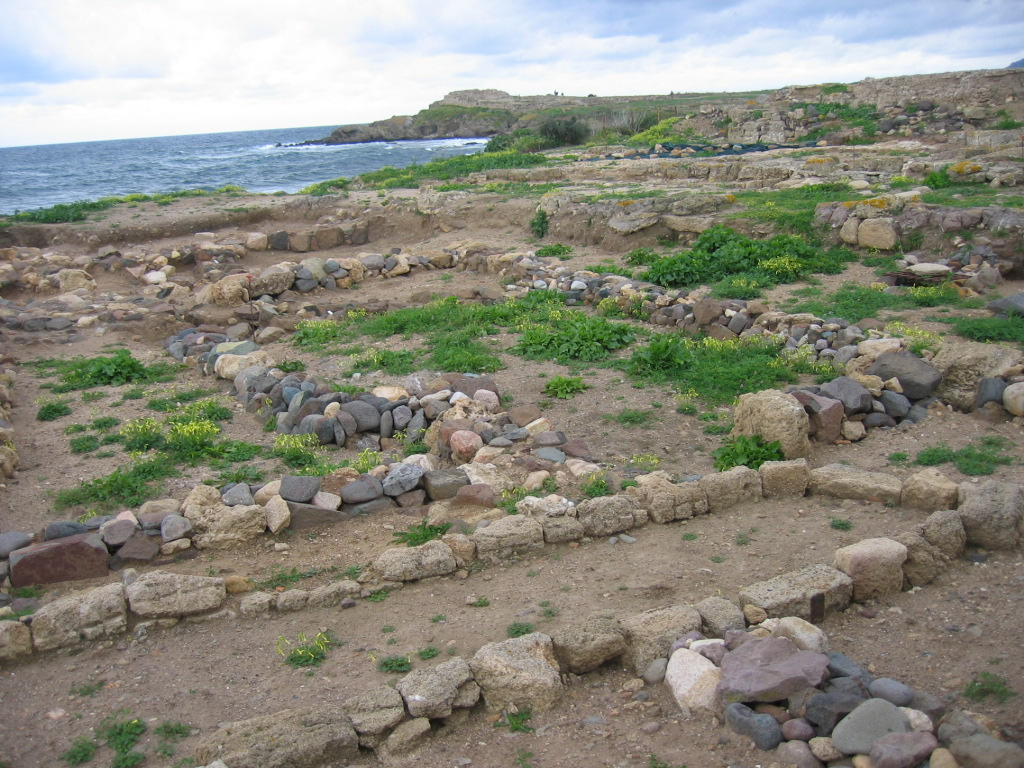
L'assentament púnic de Nora
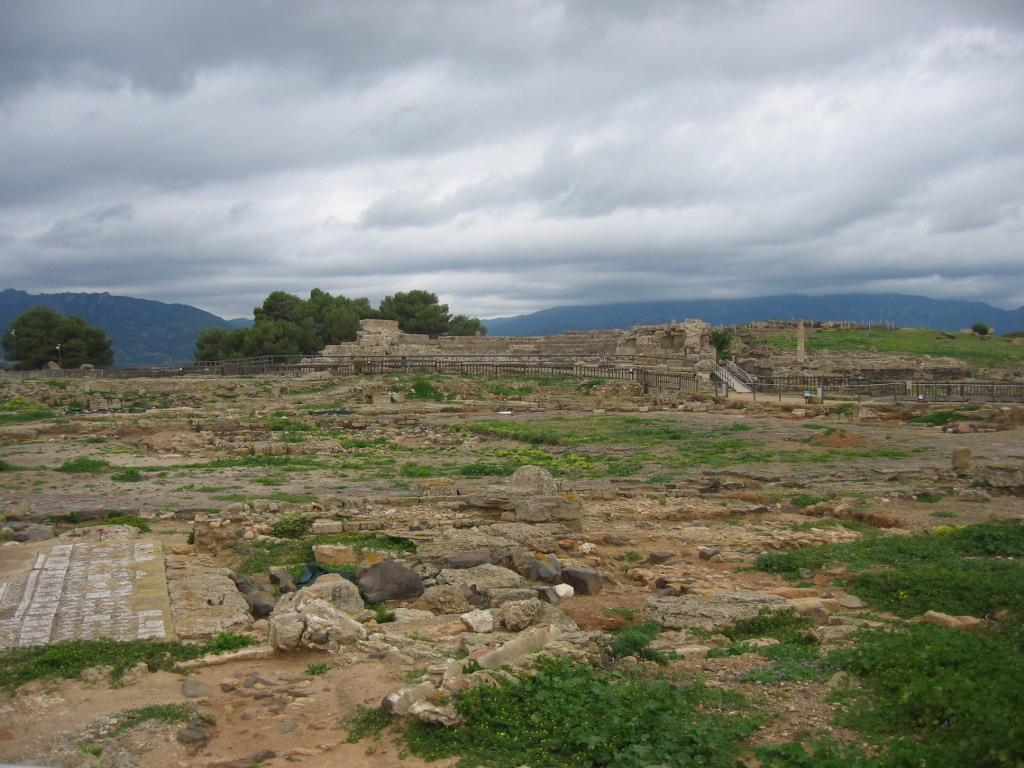
Una altra imatge de l'assentament púnic
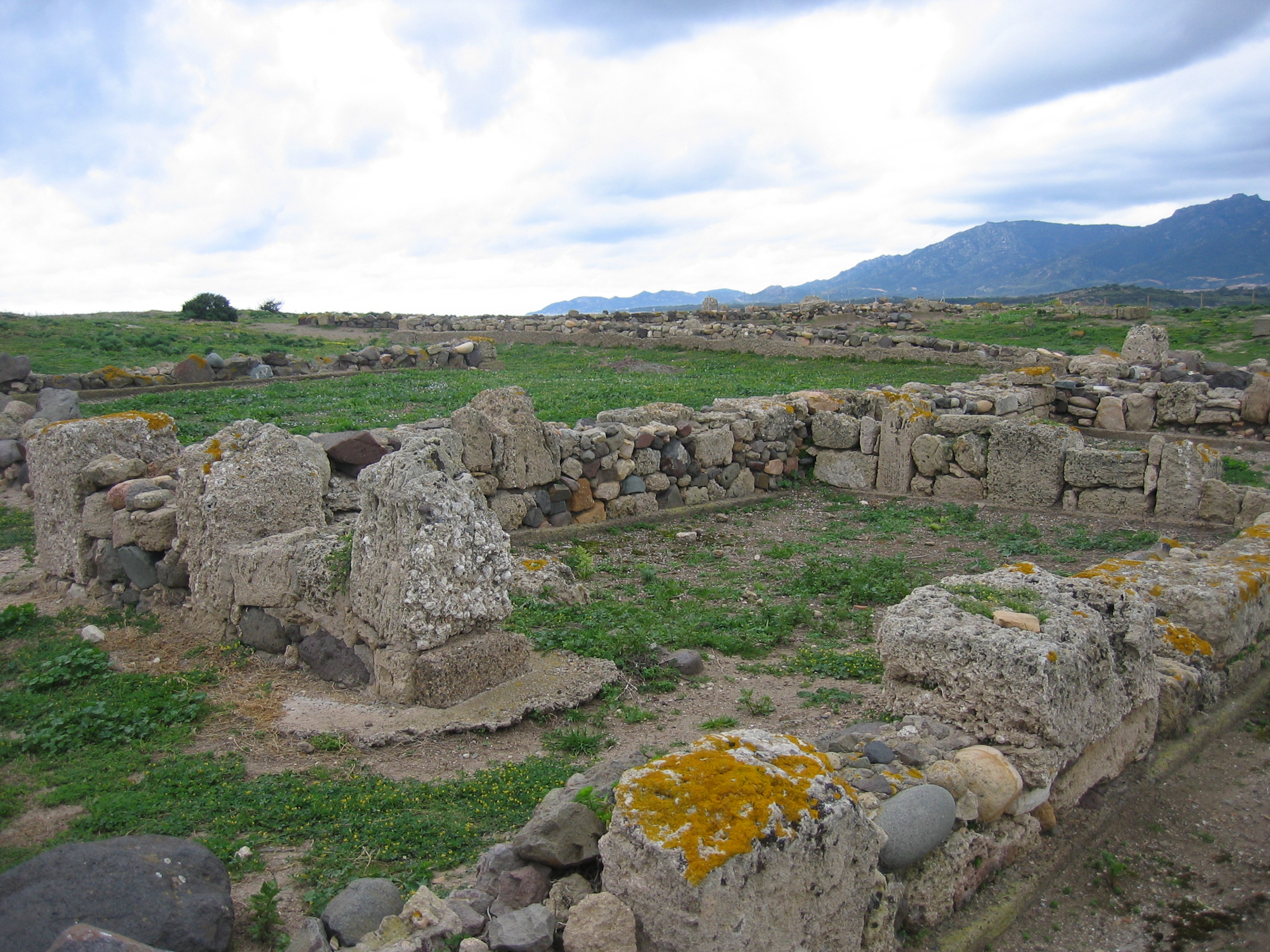
El temple d'Asclepi
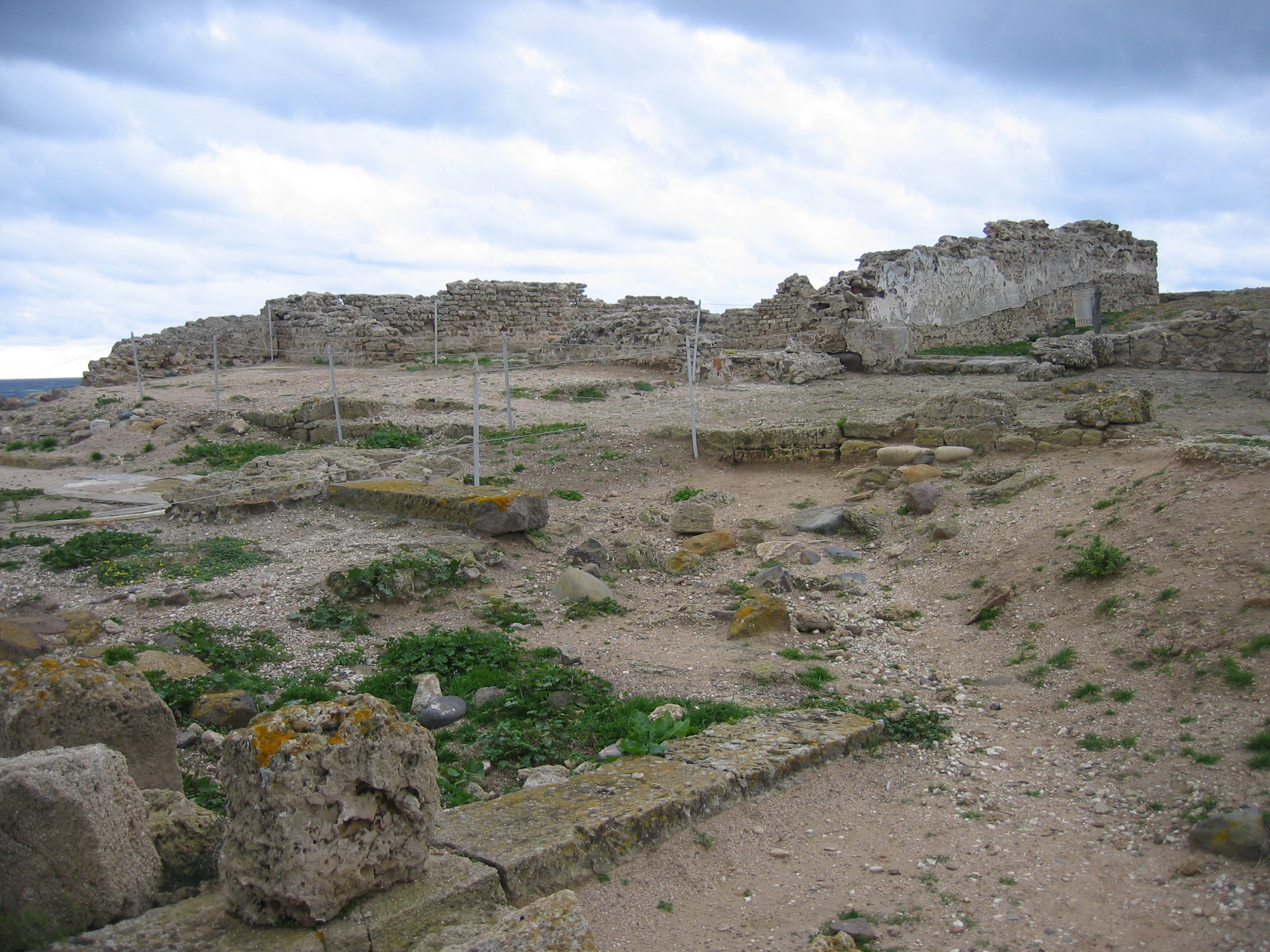
El lloc de culte dedicat a Eshmun es troba sota el temple romà